# Adele Tonnini
Adele Tonnini (ur. 24 czerwca 1977 w San Marino) – polityk państwa San Marino.

## Życiorys
Ukończyła studia na uniwersytecie w Urbino w zakresie konserwacji zabytków i w latach 2001-2014 prowadziła zakład introligatorski. W 2014 przystąpiła do nowo utworzonej partii RETE i w 2019 została wybrana jako deputowana do Wielkiej Rady Generalnej. Była również delegatką San Marino do Światowego Programu Żywnościowego. 
Od 1 kwietnia do 1 października 2023 roku pełniła wraz z Alessandro Scarano funkcję kapitan regent San Marino.